# Josef Khell von Khellburg
Josef Khell von Khellburg (auch Joseph Khell; * 13. August oder 15. August 1714 in Linz; † 4. November 1772 in Wien) war ein österreichischer Jesuit, Philosoph, Theologe und Numismatiker.

## Leben
Khell stammte aus einem alten österreichischen Adelsgeschlecht und trat 1729 in den Jesuitenorden ein. Er durchlief die philosophischen und theologischen Studien und wurde Lehrer am Jesuitenkolleg Klagenfurt. Später lehrte er am Kolleg in Linz, bevor er nach Wien kam. Dort lehrte er an der Theresianischen Ritterakademie Philosophie. Anschließend kam er an die Universität Wien, an der er griechische Literatur, hebräische Sprache und biblische Exegese lehrte und zum Dr. theol. promoviert wurde. Nach sechs Jahren an der Wiener Universität kehrte er an die Theresianische Ritterakademie zurück, wobei ihm 1758, nach Erasmus Fröhlichs Tod, die Leitung der Garellischen Bibliothek anvertraut wurde. Daneben war er bis 1760 Lehrer der Geschichte und schließlich bis zu seinem Tod der Numismatik und Altertumskunde.
Kaiser Franz I. beauftragte Erasmus Fröhlich, Valentin Jamerai Duval und Khell mit der Katalogisierung des kaiserlichen Münzkabinetts. Khell oblag zeitweise die Leitung der Sammlung.
Zu Khells Schülern zählt Joseph Hilarius Eckhel.

## Werke (Auswahl)
- Auctoritas utriusque libri Maccab. cononico-historica adserta et Froelichiani Annales Syriae defensi adversus commentationem historico-criticam Gottl. Wernsdorffii, Tattner, Wien 1749.
- Physica Ex Recentiorum Observationibus : Accomodata Usibus Academicis, 2 Bände, Tattner, Wien 1754–1755.
- Appendicula altera ad numismata Graeca populorum et urbium, Tattner, Wien 1764.
- Epistolae duae de totidem numis aeneis numophylacii Haveriani, Tattner, Wien 1766.